# Calymperes badium
Calymperes badium là một loài rêu trong họ Calymperaceae. Loài này được Schimp. Broth. mô tả khoa học đầu tiên năm 1901.